# باشگاه فوتبال واشینگتن دیپلماتس
واشینگتن دیپلماتس یک باشگاه فوتبال آمریکایی بود که نماینده واشینگتن دی.سی. بود. در طول دوران حضور خود، این باشگاه بازی‌های خانگی خود را در ورزشگاه یادبود رابرت اف. کندی و بازی‌های خانگی را در سالن دی‌سی آرموری انجام می‌داد.